# Caspar David Friedrich
Caspar David Friedrich, född 5 september 1774 i Greifswald i Svenska Pommern, död 7 maj 1840 i Dresden, var en tysk konstnär. Han var en av romantikens mest berömda landskapsmålare.

## Biografi
Caspar David Friedrich föddes i Greifswald som vid denna tid tillhörde Sverige. Han hade nio syskon. 1790 började han sin utbildning hos Johann Gottfried Quistorp som var byggnadsmästare och konstlärare vid Greifswalds universitet. Friedrich studerade 1794–1798 vid Konstakademin i Köpenhamn där hans lärare var Jens Juel, Nicolai Abildgaard och Christian August Lorentzen. Efter avslutade studier flyttade han till Dresden som var centrum för den tidiga tyska romantiken. Somrarna 1801 och 1802 besökte Friedrich sin hemstad och ön Rügen. Där skapade han flera skisser som senare blev inspiration för större målningar. Hans mest kända målningar är kustlandskap, ofta med segelfartyg, och dramatiska bergslandskap. Han var djupt troende kristen, och inåtvänd, vilket speglas i hans verk.
Friedrich tillhörde en ny generation av målare som inte var i tjänst hos en person med hög social ställning. De visade i stället sina bilder på gallerier och sålde sina målningar på den fria marknaden.
Till Friedrichs konstnärliga utveckling bidrog även hans vänner. Till dessa räknas målarna Philipp Otto Runge, Georg Friedrich Kersting och Louise Seidler, Johan Christian Dahl, skulptören Christian Gottlieb Kühn, diktarna Ludwig Tieck och Heinrich von Kleist samt patrioten Ernst Moritz Arndt.
I Sverige är Friedrich bland annat känd som inspiration till Meditationslunden vid Skogskyrkogården, där arkitekterna Gunnar Asplund och Sigurd Lewerentz förmodas ha haft Friedrichs verk "Kulle och plöjd åker nära Dresden" (1830) som en direkt förebild vid gestaltningen.
År 1818 gifte sig Caspar Friedrich med Christine Caroline Bommer. De fick tre barn tillsammans, Emma, Agnes och Gustav Adolf (döpt efter den svenske kungen Gustav IV Adolf som han beundrade).
År 1835 fick Friedrich ett slaganfall som tvingade honom att sluta måla. Han dog i Dresden där han är begravd på Trinitatis kyrkogård.

## Svensk representation
Nationalmuseum i Stockholm presenterade 2 oktober 2009–10 januari 2010 ett nittiotal verk av Friedrich och konstaterade då att "Trots förbindelsen till Sverige finns inget enda verk av Friedrichs hand i vårt land och hans namn är idag långt mindre känt än vad det förtjänar."

## Film
Den tyske filmregissören Peter Schamoni gjorde 1986 en film om konstnären Caspar David Friedrich. Den heter Grenzen der Zeit ("Tidens gränser").

## Övrigt
Asteroiden 5296 Friedrich är uppkallad efter honom.

## Galleri

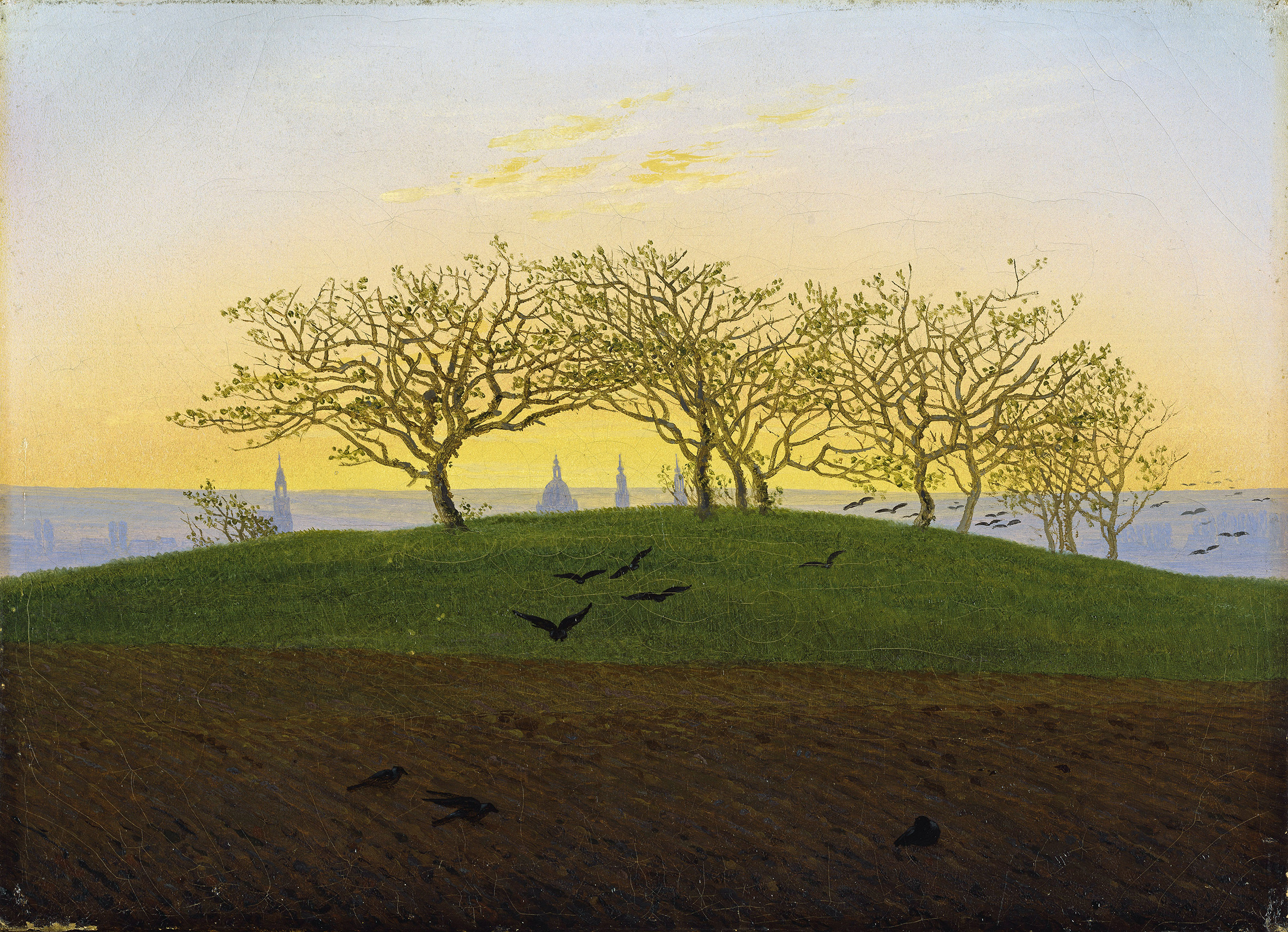
Kulle och åker nära Dresden, målning från omkring 1824.
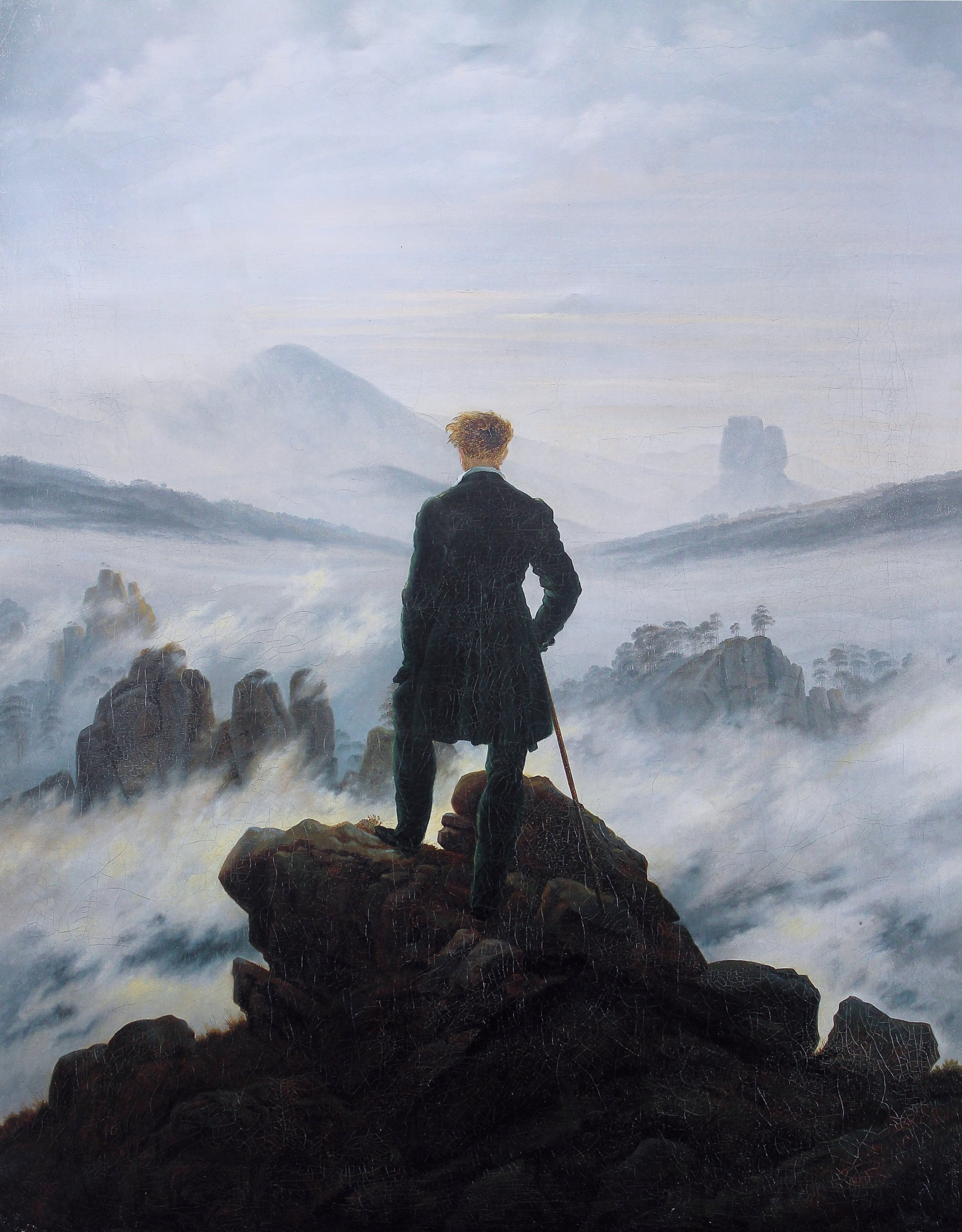
Vandraren över dimhavet, från cirka 1818.